# Smith & Wesson Модель 625
Smith & Wesson Модель 625 — шестизарядний револьвер подвійної дії під набій .45 ACP обоймою швидкого заряджання. Модель 625 є покращеною версією з неіржавної сталі револьвера Smith & Wesson Модель 22 і прямим нащадком револьвера Smith & Wesson M1917 який  випустили під час Першої Світової війни.

## Конструкція
Револьвер було розроблено на рамці N S&W з неіржавної сталі, Модель 625 була представлена в 1988 році під назвою .45 CAL MODEL OF 1988, невеликою партією на честь Міжнародної конфедерації практичної стрільби (IPSC). Револьвер мав ствол довжиною 5-дюймів (127 мм) з підствольним кожухом на всю довжину стволу. Звичайна серійна версія Моделі 625 була представлена в 1989 році. Крім того були версії з довжиною стволів у 3- та 4-дюйми. Зараз представлені лише моделі зі стволами 4- та 5-дюймів.
S&W Модель 625 Mountain Gun полегшена версія Моделі 625, з коротким підствольним кожухом та конічним стволом, на одному з боків стволу є гравірування "Mountain Gun". Стандартна Модель 625 Mountain Gun стріляє набоями .45 Colt і має ствол довжиною 4-дюйми (102 мм). У 2001 Smith & Wesson Performance Center випустили лімітовану серію під набій .45 ACP. Обидва револьвери мають регульовані приціли та гумові руків'я Hogue.
Модель 625-10 є найновітнішою версією револьвера, який випускає Smith & Wesson Performance Center. Її представили в 2004 році. Це короткоствольный револьвер версії 625. S&W Модель 625-10 є версією револьвера M1917 з неіржавної сталі, є популярною зброєю для перероблення у "Fitz Special".
Іншою останньою версією, яку розробили у Performance Center є S&W Модель 625 JM  і представили в 2005. Назва "JM" походить від перших літер імені та прізвища Jerry Miculek (Джеррі Мікулек), який є відомим стрільцем з револьвера та розробником цієї версії. Модель 625 JM має ствол довжиною 4-дюйми (102 мм) з прицілом Патриджа: регульований приціл та золота з чорним мушка. Модель 625 JM має матове піскоструминне оброблення по неіржавній сталі. Руків'я розробив сам Мікулек.
Іншим револьвером під набій .45 ACP компанії Smith & Wesson стала Модель 325 Night Guard. Він, як і 625-10, має рамку зі сплаву алюмінію з скандієм. Він має цілик, як у Моделі 625-10, але мушка 325 Night Guard є ночною з тритієм. Модель 325 модель має матове чорне оброблення. Виробництво Моделі 325 Night Guard припинено.
Модель 625 під набій .45 ACP використовував Джеррі Мікулек 11 вересня 1999 року, коли встановив світовий рекорд з швидкісної стрільби: серія з шести пострілів, перезарядка та інші шість пострілів за 2.99 секунди.

## Використання обойми швидкого заряджання

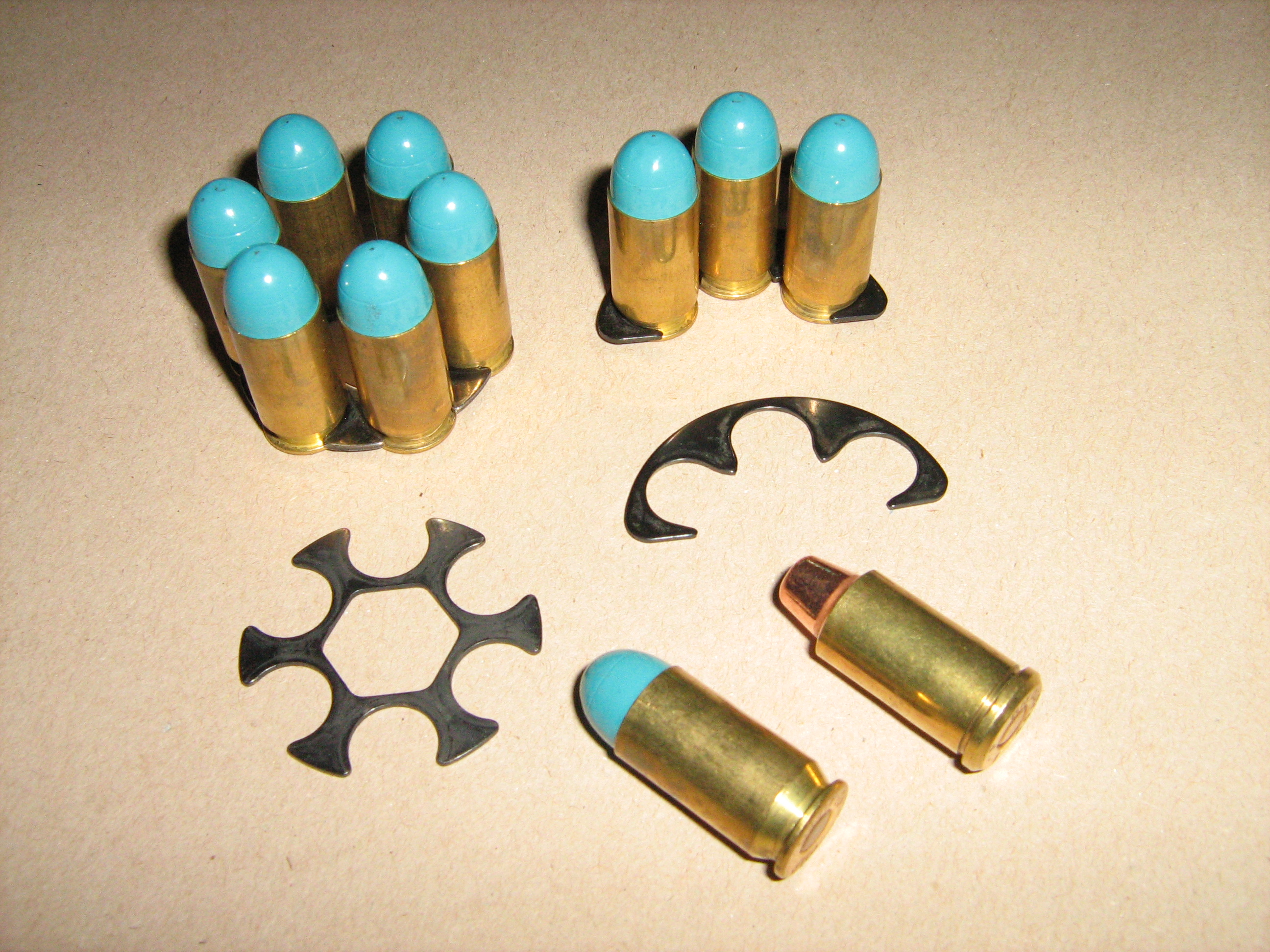
Повна і половинна обойми споряджені набоями .45 ACP та один набій .45 Auto Rim зі зрізаним конусом.

Модель 625 було розроблено під пістолетний набій .45 ACP з використанням обойми швидкого заряджання. Дзеркальний зазор у каморі барабану розраховано на набій .45 ACP без використання обойми швидкого заряджання, але оскільки екстрактор не міг підхопити безфланцевий набій, гільзи можна було вибити лише шомполом або олівцем. Крім того можно використовувати набій .45 Auto Rim його розробили спеціально для револьверів під набій .45 ACP. Модель 625 може також стріляти новими набоями .45 GAP, але лише з обоймами швидкого заряджання.

## Варіанти
- S&W Модель 625 (.45 Long Colt Target Stainless)
- S&W Модель 625 Mountain Gun (Модель 1989 .45 Light Weight 39.5 oz (1.1 кгg))
- S&W Модель 625-2 45 ACP
- S&W Модель 625-3 45 Long Colt
- S&W Модель 625-4 45 ACP
- S&W Модель 625-5 45 Long Colt
- S&W Модель 625-6 & -9 Mountain Gun (-6: 45 ACP, -9: 45 Long Colt)
- S&W Модель 625-7 45 Long Colt
- S&W Модель 625-8 45 ACP
- S&W Модель 625-9 45 Long Colt
- S&W Модель 625-10 (45 ACP Target Stainless)
- S&W Модель  625-11 45 Long Colt Scandium Frame Performance Center
- S&W Модель 625 JM (Розробка Джеррі Мікулека)
- S&W Модель 625-6 V-Comp 45 ACP (Performance Center)

## Галерея

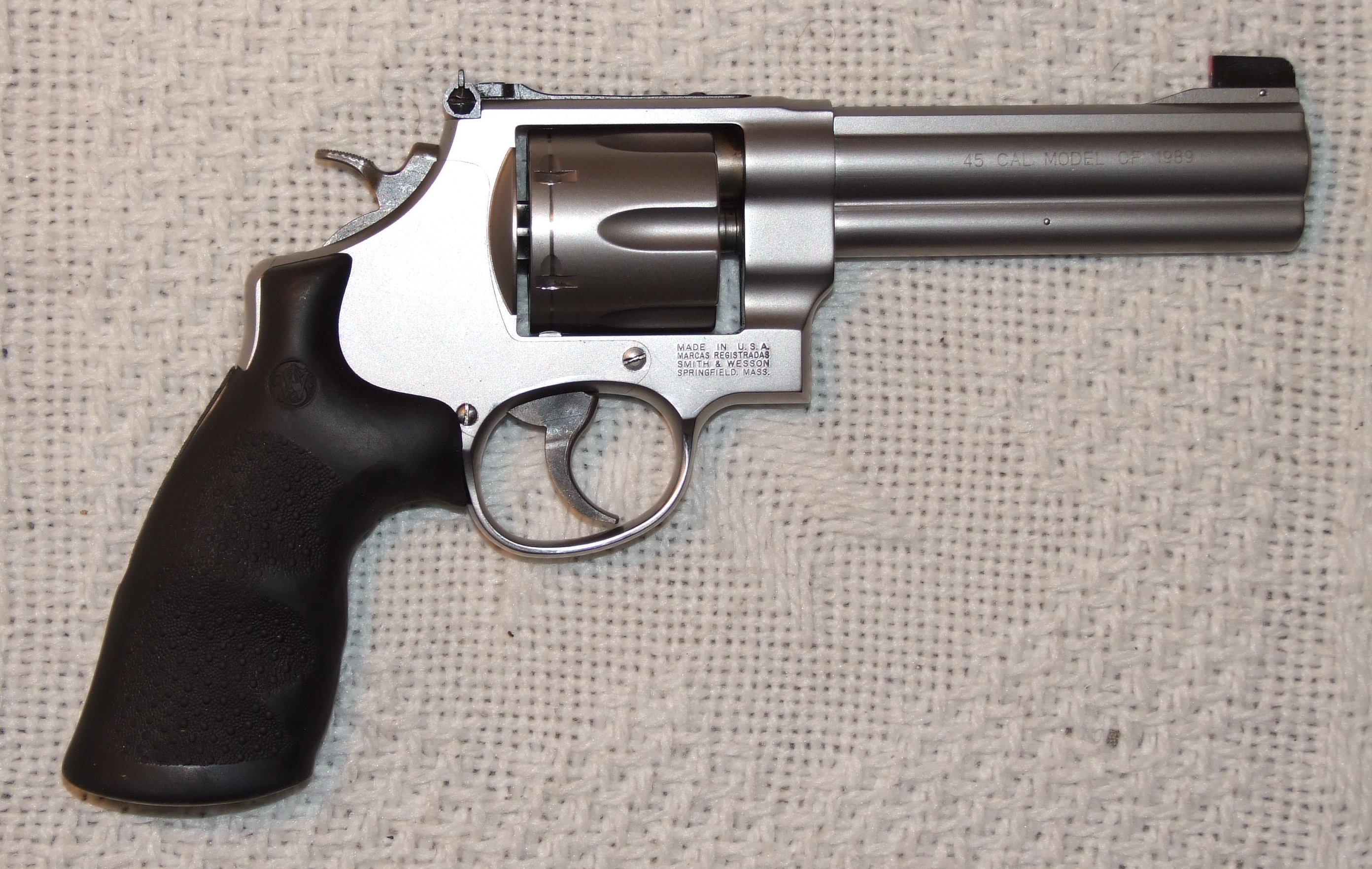
Вид з правого боку
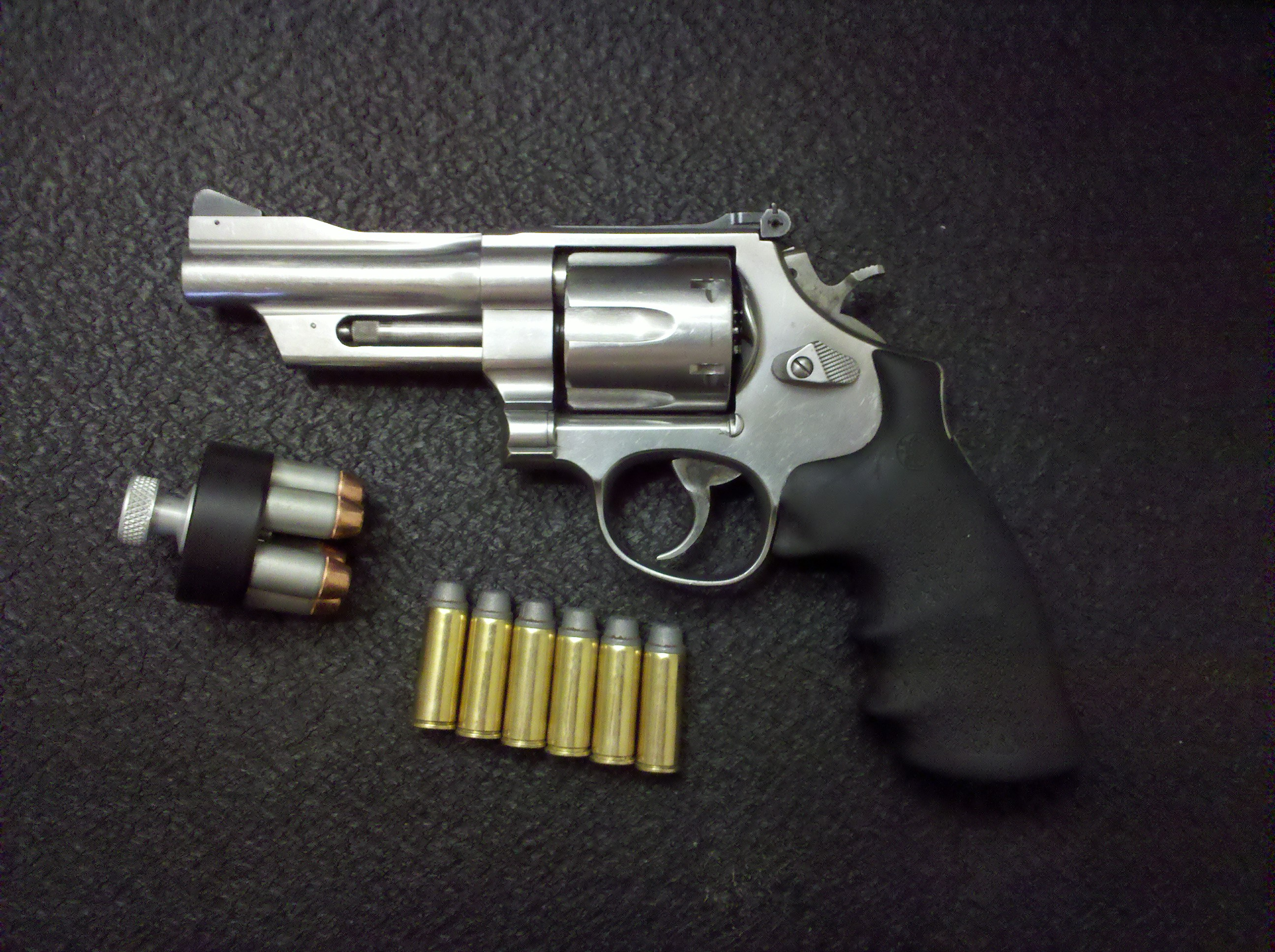
Вид з лівого боку револьверу S&W Mountain Gun M625-6 .45 LC зі стволом довжиною 4" вагою 250 гр. Поряд набої .45 LC і пристрій для швидкого заряджання
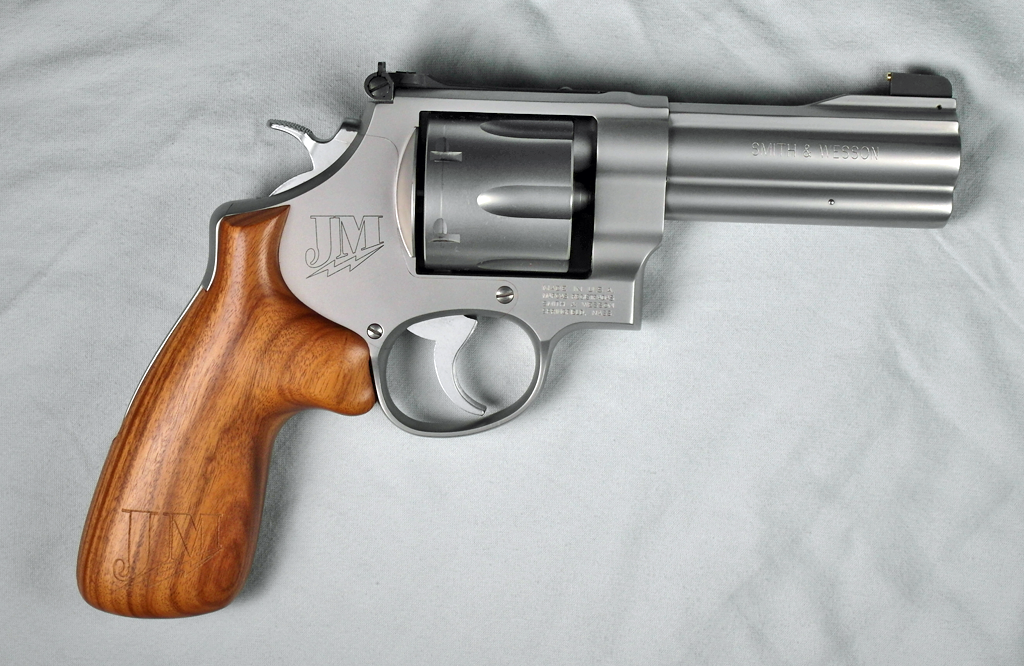
Smith & Wesson Модель 625 JM